# 副島和樹
副島 和樹（そえじま かずき、1993年11月23日 - ）は、日本の俳優。三重県出身。

## 略歴
2014年、九州大学文学部在学中に「ミスター九大コンテスト2014」でグランプリを受賞。
2015年、「全国ミスターキャンパスコンテスト」で審査員特別賞を受賞。
2016年「第29回ジュノン・スーパーボーイ・コンテスト」で審査員特別賞を受賞している。
2019年2月公開の映画「40万分の1」で映画初出演・初主演を果たす。

## 人物
父親の転勤により、小学生時代はインド、中学時代はマレーシア、高校時代はチェコに住んでいた。
日本語と英語以外に、ヒンディー語、マレー語、チェコ語も挨拶程度で話すことができるという。
アニメ・漫画・コスプレが好きで、海外の友達とのコミュニケーションに大変助けられたと語る。
2016年に開催された「第29回ジュノン・スーパーボーイ・コンテスト」の自由パフォーマンスタイムでは、自身の名字からとった「ソエジマン」のヒーローショーを披露した。
海外の暮らしが長かったため、日本に住んで苦労したことは「空気を読むこと」だったという。

## 出演

### 舞台
- 人狼TLPT クリスマスSP（2015年12月）
- 蒼い季節（2017年10月）- 正晴　役
- LOVE&CHICK ～カジノは×ロワイアル（2017年11月）　-　高瀬愛慈　役
- チエコ（2018年2月） - 高村豊周 役
- 腐テキ☆REVOLUTION 〜ハピエンのススメ〜（2018年5月） - 鈴原真人 役
- おおきく振りかぶって 夏の大会編（2018年9月）-　栄口勇人 役[9]
- あんさんぶるスターズ！オン・ステージ ～Memory of Marionette～（2018年12月～2019年2月、東京、京都、大阪、福岡、仙台） - 姫宮桃李 役[10]
- 舞台 ひぐらしのなく頃に〜流・明 （2019年7月）-　前原圭一 役
- 演劇ユニット 爆走おとな小学生 第十一回全校集会『舞台版「魔法少女（？）マジカルジャシリカ-マジカル零-ZERO-」』（2019年9月5日-9月16日、CBGKシブゲキ!!）- 柏木ロボ 役
- レジスタンスイレブン～見えない敵を封鎖せよ～（2020年6月10日 - 21日、TACCS1179）
- 超青春合唱コメディ『SING!』-2020-（2020年8月27日 - 30日、ヒューリックホール東京） - 須藤晴樹 役
- ミッション・イン東京物語　(2021年6月23日 - 27日、CBGKシブゲキ!!) - 貧弱葡萄 役
- ゴールデン街の片隅で（2021年8月18日〜8月22日）- 松田一番 役
- 絶対青春合唱コメディ『SING!!!』-空の青と海の青と僕らの学校-（2021年9月29日 - 10月3日、新国立劇場小劇場） - 須藤雷音丸 役
- 超青春合唱コメディ『SING!』（2021年11月19日 - 21日、AiiA 2.5 Theater Kobe） - 須藤晴樹 役
- 絶対青春合唱コメディ『SING!!!』-空の青と海の青と僕らの学校-（2022年1月14日 - 15日、ソレイユホール） - 須藤雷音丸 役
- 『戦国送球〜バトルボールズ〜第二次真田合戦』（2022年4月6日 - 10日）
- 世界コスプレサミット2023 日本予選 準優勝 AnimeClassicJapan賞(2023年6月3日)
- あゝ青春の血は燃ゆる　(2023年9月14日-18日)

### テレビ番組
- 「特捜警察ジャンポリス」遊戯王特別企画"デュエルキングへの道" (2017年10月〜2018年2月、テレビ東京)
- 戦国炒飯TV　(2020年7月～　東京MX) -北条氏政 役

### 映画
- 40万分の1（2019年2月8日公開、エムエフピクチャーズ） - 主演・中西徹 役[11]

### 声優
- 忍者コレクション（2020年7月～10月　TV東京系列） - 颪(オロシ)役